# Erik Kjeldsen
Jens Erik Kjeldsen (* 20. Oktober 1890 in Kopenhagen; † 22. Februar 1976 in Gentofte) war ein dänischer Bahnradsportler.
Erik Kjeldsen war einer der dominierenden Bahnradsportler Dänemarks in den 1910er und bis Mitte der 1920er Jahre. 1908, 1914 und 1917 siegte er im Grand Prix Kopenhagen bei den Amateuren. 1913 wurde er erstmals dänischer Meister im Sprint der Amateure. Im selben Jahr wurde er skandinavischer Meister über einen Kilometer sowie Dritter über zehn Kilometer.  1915 errang er den skandinavischen Meistertitel über zehn Kilometer.  1916 und 1917 sicherte er sich den nationalen Sprinttitel erneut sowie den über die dänische Meile (7,532 Kilometer). 1921 wurde er in seiner Heimatstadt Kopenhagen Vize-Weltmeister der Amateursprinter. 1924 startete er bei den Olympischen Spielen in Paris in der Mannschaftsverfolgung und belegte gemeinsam mit Willy Falck Hansen, Oscar Guldager und Edmund Hansen Platz sechs.